# Міст Малий Бельт (1935)
55°31′04″ пн. ш. 9°42′35″ сх. д. / 55.517744444444° пн. ш. 9.7096805555556° сх. д.

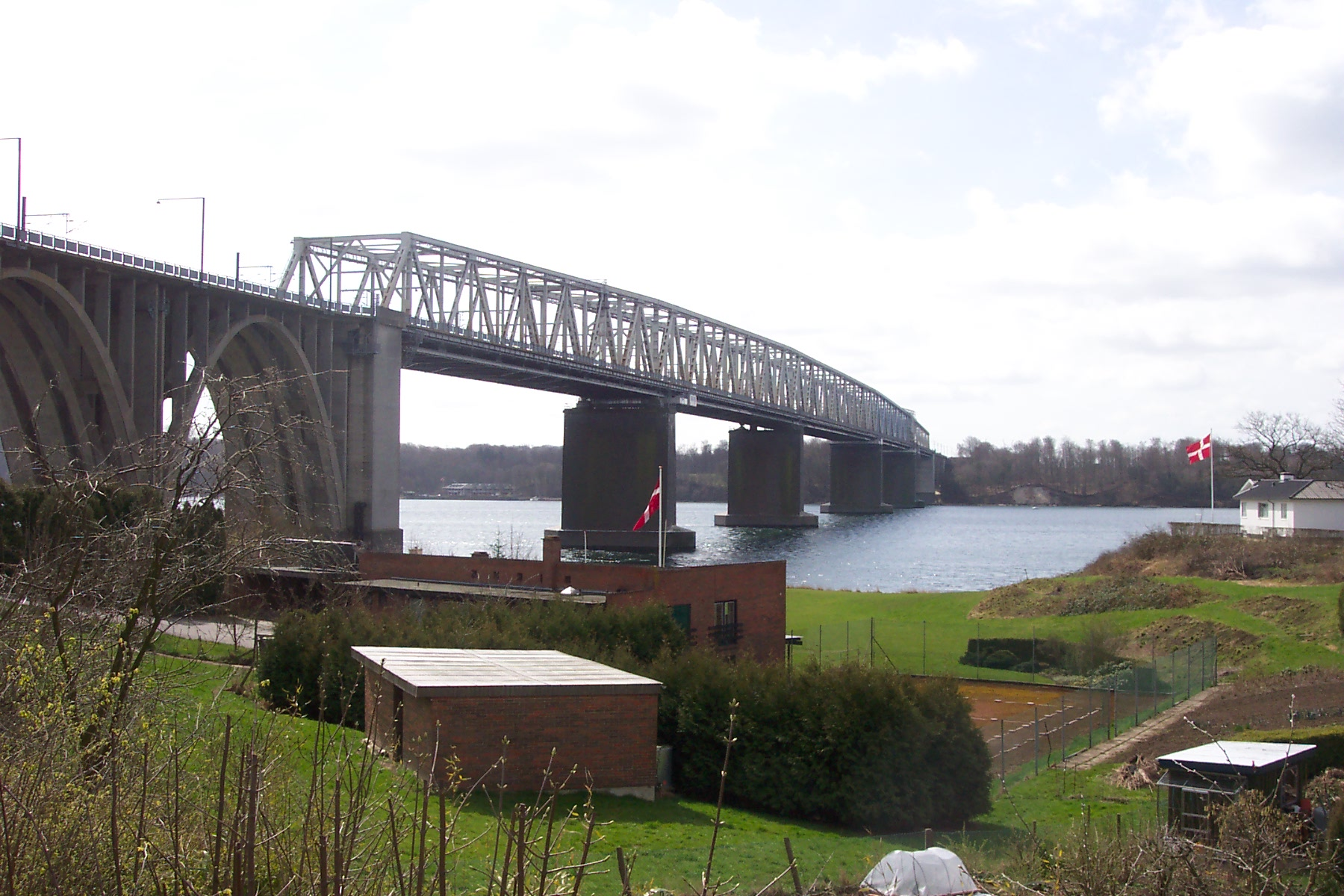
Міст вигляд з Сногхьой

Міст Малий Бельт (дан. Lillebæltsbroen), також відомий як Старий міст Малий Бельт (дан. Den gamle Lillebæltsbro) — фермовий міст над Малим Бельтом в Данії. Перший міст, побудований над протокою, він з'єднує Сногхьой (Snoghøj) в Ютландії і Конгеброгаарден (Kongebrogaarden) на острові Фюн. Перебуває у власності держави і Banedanmark, Данські залізниці несуть відповідальність за його стан. Цей міст був першим кроком задля зв'язку трьох частин Данії автомобільними дорогами, причому другий етап за допомогою Міст Великий Бельт в червні 1998; раніше, суднами, а потім поромами було забезпечено перевезення людей через Бельти.
Будівництво мосту почалося в 1929 р., відкриття руху відбулося 14 травня 1935 р.
- Довжина — 1178 м,
- Ширина — 20,5 м
- Висота — 33 м,
- Відстань між прольотами — 220 м.

Міст має дві залізничні колії, дві вузькі смуги для руху автомобілів, а також тротуари для пішоходів.
Коли Новий міст Малий Бельт вступив в експлуатацію в 1970, старий міст втратив свою функцію головної автомобільної лінії між островом Фюн і Ютландією, але він як і раніше, використовується як єдиний залізничний міст між Ютландією і Фюном, і для зв'язку між Фредерісією і Мідделфартом.

## Будівництво
Для будівництва мосту практично не була задіяна техніка. Палеві фундаменти були занурені в море з суден, потім була встановлена дерев'яна опалубка і вручну залито бетон.

## Обслуговування
Міст має потребу в постійному обслуговуванні. Після першого десятиліття після закінчення будівництва, група працівників розпочала фарбування всієї сталевої конструкції з одного кінця, переходячи до іншого, і починає все знову, як тільки все закінчено.
5-13 осіб постійно задіяні в фарбуванні мосту.